# Projekt Morpheus
Das Projekt Morpheus ist ein Test für ein autonomes, wiederverwendbares und raketengetriebenes Fluggerät, welches senkrecht starten und wieder landen kann. Ziel dieses Projekts ist es, mit vergleichbar geringen finanziellen Mitteln ein Gerät zu entwickeln, welches selbständig auf dem Mond, einem Asteroiden oder sogar dem Mars landen kann. Die Ausgaben zwischen den Jahren 2009 und 2013 beliefen sich auf ca. 12,5 Mio. US-Dollar (9,1 Mio. Euro). Das Projekt wird von der NASA geleitet; wichtigster Partner ist das kommerzielle Unternehmen Armadillo Aerospace.

## Technik

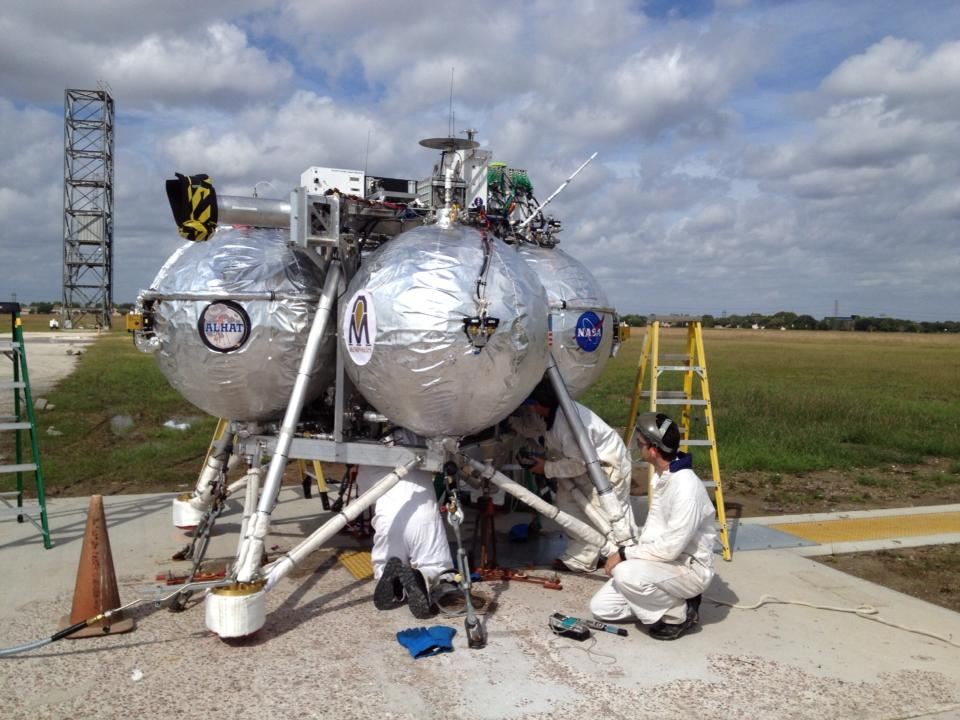
Der Morpheus-Lander

Im Gegensatz zu den üblichen Treibstoffen verwendet Morpheus ein Gemisch aus flüssigem Sauerstoff (LOX) und Methan. Dieses hat zwei große Vorteile gegenüber dem energetisch besseren Mix aus LOX/LH:
- Bei längeren Missionen oder auch in Treibstoffdepots ist eine lange Lagerung im Weltraum möglich.
- Auf dem Mars könnte Methan auf der Oberfläche gewonnen werden.

## Erste Tests
Bei den ersten Tests war Morpheus noch durch einen Kran gesichert, um so die Hardware testen zu können, ohne einen Verlust des Fluggerätes riskieren zu müssen. Diese Tests fanden am Johnson Space Center statt.

## Freiflugtests

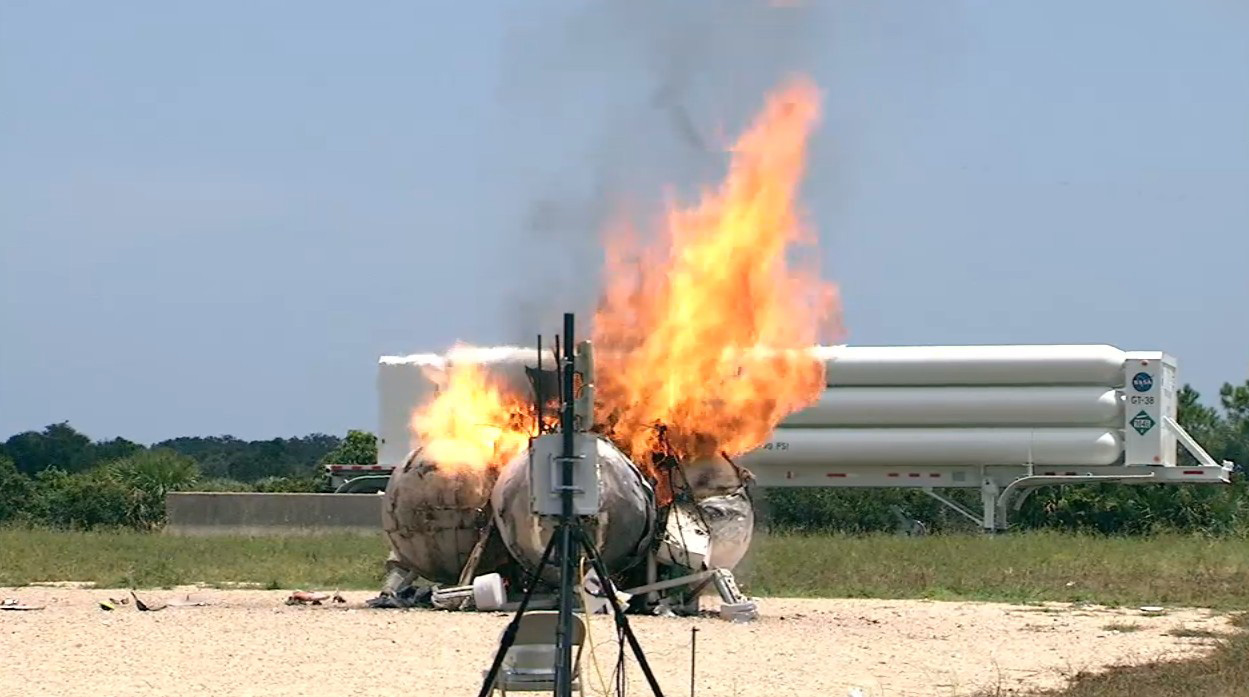
Morpheus-Lander Unfall am 9. August 2012

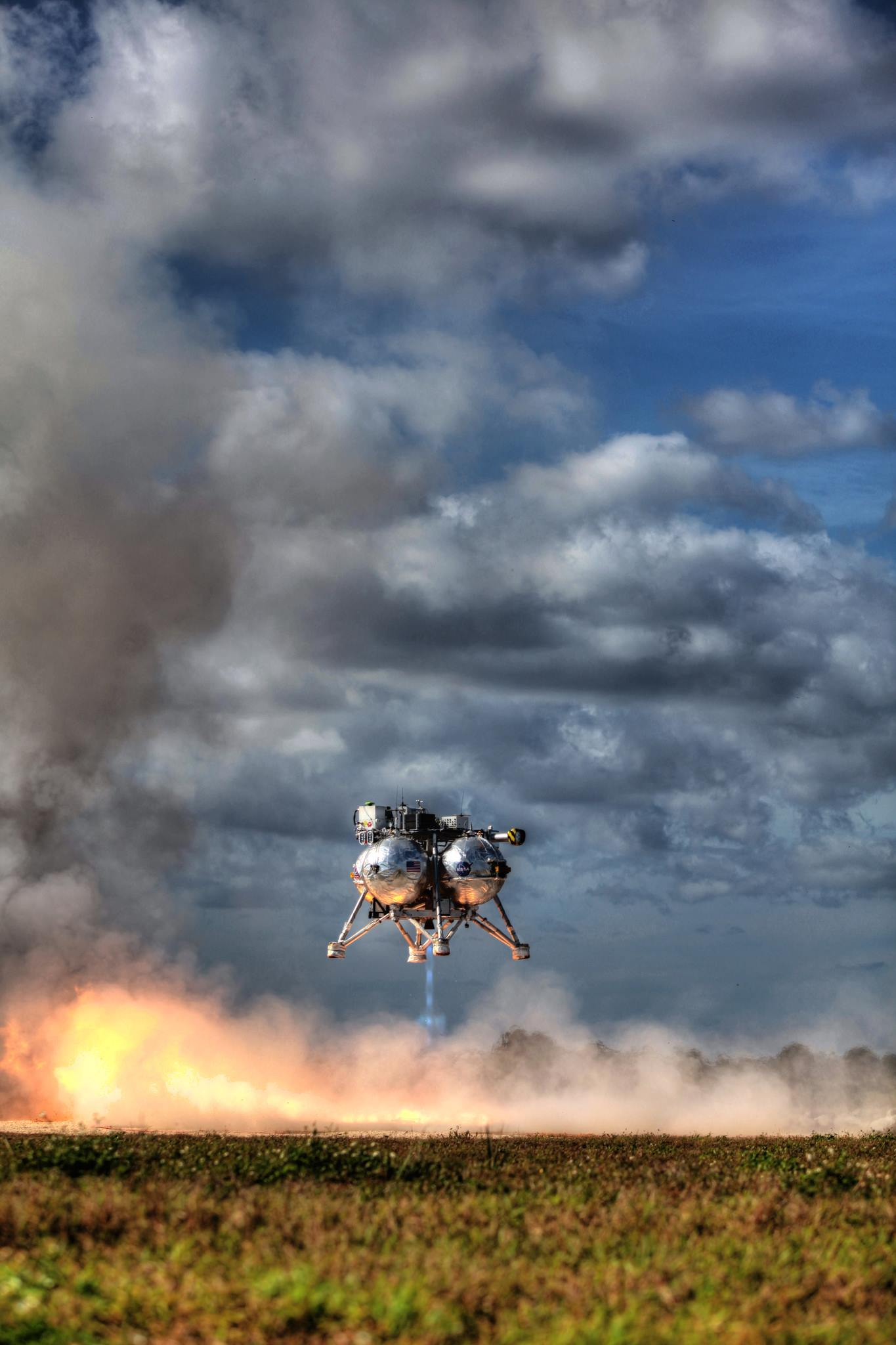
Erster Start der Morpheus 10. Dezember 2013

Im August 2012 fand dann der erste Freiflug auf dem neuen Testgelände in der Nähe der Shuttle Landing Facility auf dem Gelände des Kennedy Space Centers (KSC) statt. Der Versuch schlug fehl und endete mit einem Absturz.
Im Dezember 2013 und Januar 2014 waren die Tests erfolgreich und konnten zeigen, dass diese Hardware funktioniert. Zwei weitere Tests waren für Februar 2014 geplant.
In weiteren Tests soll das autonome System des Landers überprüft werden. Das Autonomous Landing and Hazard Avoidance Technology (ALHAT) (Autonomes Landesystem zur Vermeidung von Risiken) soll den Lander automatisch von einem hügeligen Landeplatz in eine sichere Landeregion manövrieren.